# Perophora euphues
Perophora euphues är en sjöpungsart som först beskrevs av Sluiter 1895.  Perophora euphues ingår i släktet Perophora och familjen Perophoridae. Inga underarter finns listade i Catalogue of Life.